# Clã Hachisuka

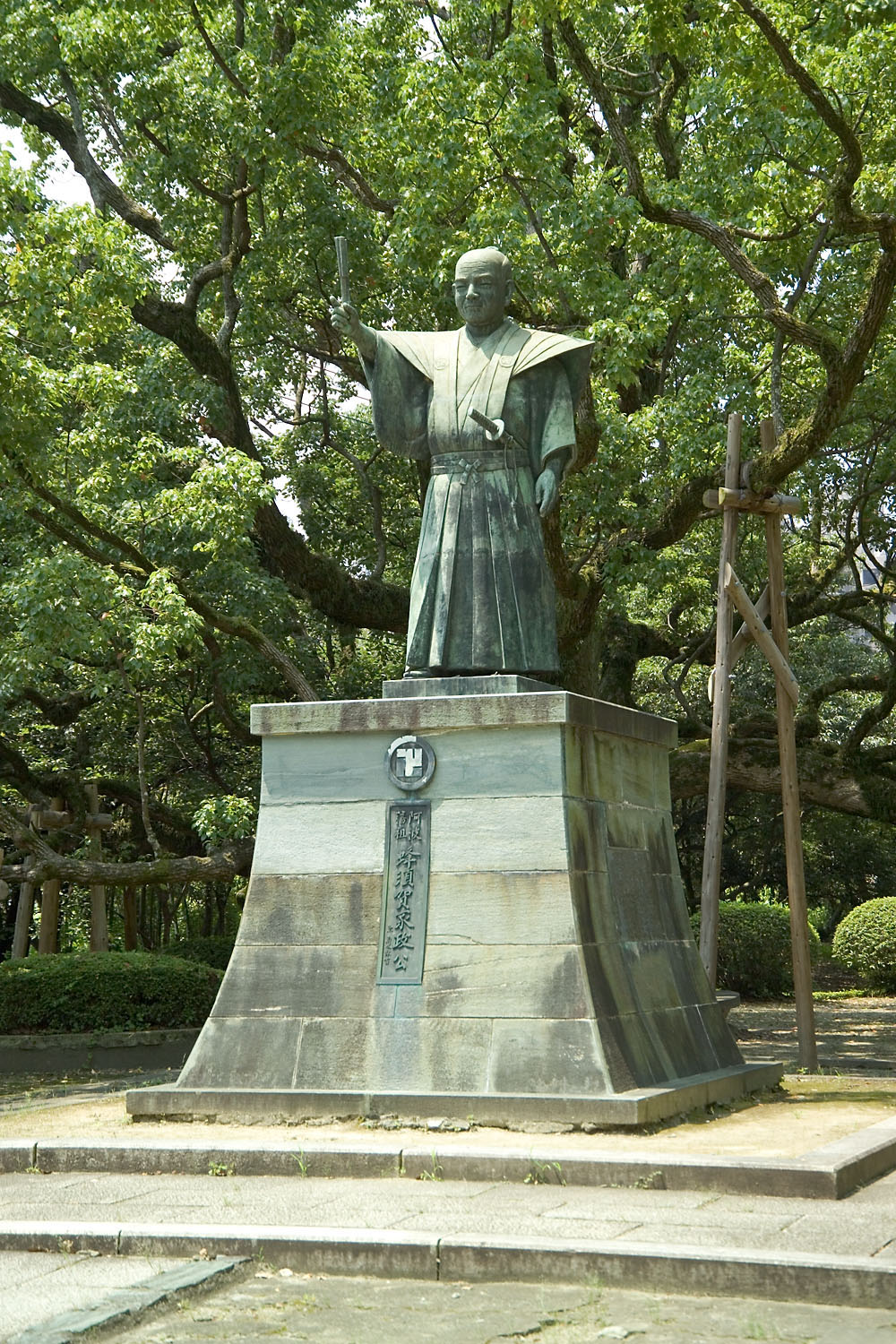
Estátua de Hachisuka Iemasa, Tokushima

O clã Hachisuka (蜂須賀氏, Hachisuka-shi) é descendente do Imperador Seiwa (850-880) e é um ramo do clã Ashikaga e do clã Shiba (Seiwa Genji).
Ashikaga Ieuji (século XIII), filho de Ashikaga Yasuuji, foi o primeiro a adotar o nome Shiba. Os Shiba foram shugo (governadores) de Echizen, Owari e outras províncias, e durante o xogunato Ashikaga o clã foi uma das três famílias (Shiba, Hosokawa e Hatakeyama) capazes de eleger o Kyoto-kanryo (primeiro-ministro do xogun).
Shiba Masaaki, descendente de Shiba Takatsune (+ 1367), se instalou em Hachisuka, perto do rio Kiso, na fronteira das províncias de Owari e Mino de onde ele tomou o nome Hachisuka.
No século XVI, o clã Hachisuka se tornou proeminente graças ao seu líder, Hachisuka Koroku. Seu tio mantinha o castelo de Hachisuka; viveu primeiramente no castelo de Miyaushiro, que era o lar da família de sua mãe.
 Koroku serviu ao clã Oda, participando de muitas das primeiras vitórias de Oda Nobunaga. Ele depois passou a servir a Toyotomi Hideyoshi.
Seu filho, Iemasa, recebeu o domínio de Tokushima como um novo feudo de Toyotomi Hideyoshi, e até o fim do Período Edo, os Hachisuka foram os senhores de Tokushima. Foi um dos poucos clãs a manter as mesmas terras desde o começo até a conclusão do Período Edo. Sua receita total era de 256000 koku.
No final do Período Edo, o clã adquiriu atenção nacional graças ao seu líder, Hachisuka Narihiro, que era um dos filhos do 11º xogun, Ienari. O clã se aliou ao governo de Kyoto durante a Guerra Boshin,  contribuiu com tropas no norte,  e com a segurança das tropas em Edo (Tóquio). O cla sofreu fragmentação interna um ano depois, na forma da Rebelião Inada, mas foi pacificamente dissolvido em 1873 com o restante dos demais han.
Após a Restauração Meiji, os Hachisuka se tornaram parte do novo sistema kazoku de nobreza.